# De Vlucht (Doornenburg)
"De Vlucht" is een monument in de Nederlandse plaats Doornenburg ter herinnering aan de Tweede Wereldoorlog.

## Achtergrond
Eind 1944 vluchtten inwoners vanuit de Over-Betuwe met een noodponton bij Doornenburg de Rijn over. Op initiatief van de Stichting Herdenking Bevrijding Over-Betuwe maakte beeldhouwster Renée van Leusden een oorlogsmonument dat deze vlucht verbeeldt. Het monument werd geplaatst in de buurtschap Sterreschans, nabij de Rijn, en onthuld op 15 september 2001.

## Beschrijving
Het monument bestaat uit een 1 meter hoog bronzen beeld van een vrouw met haar vier kinderen. Het beeld is geplaatst op een gemetselde bakstenen sokkel van 80 centimeter.

## Afbeeldingen

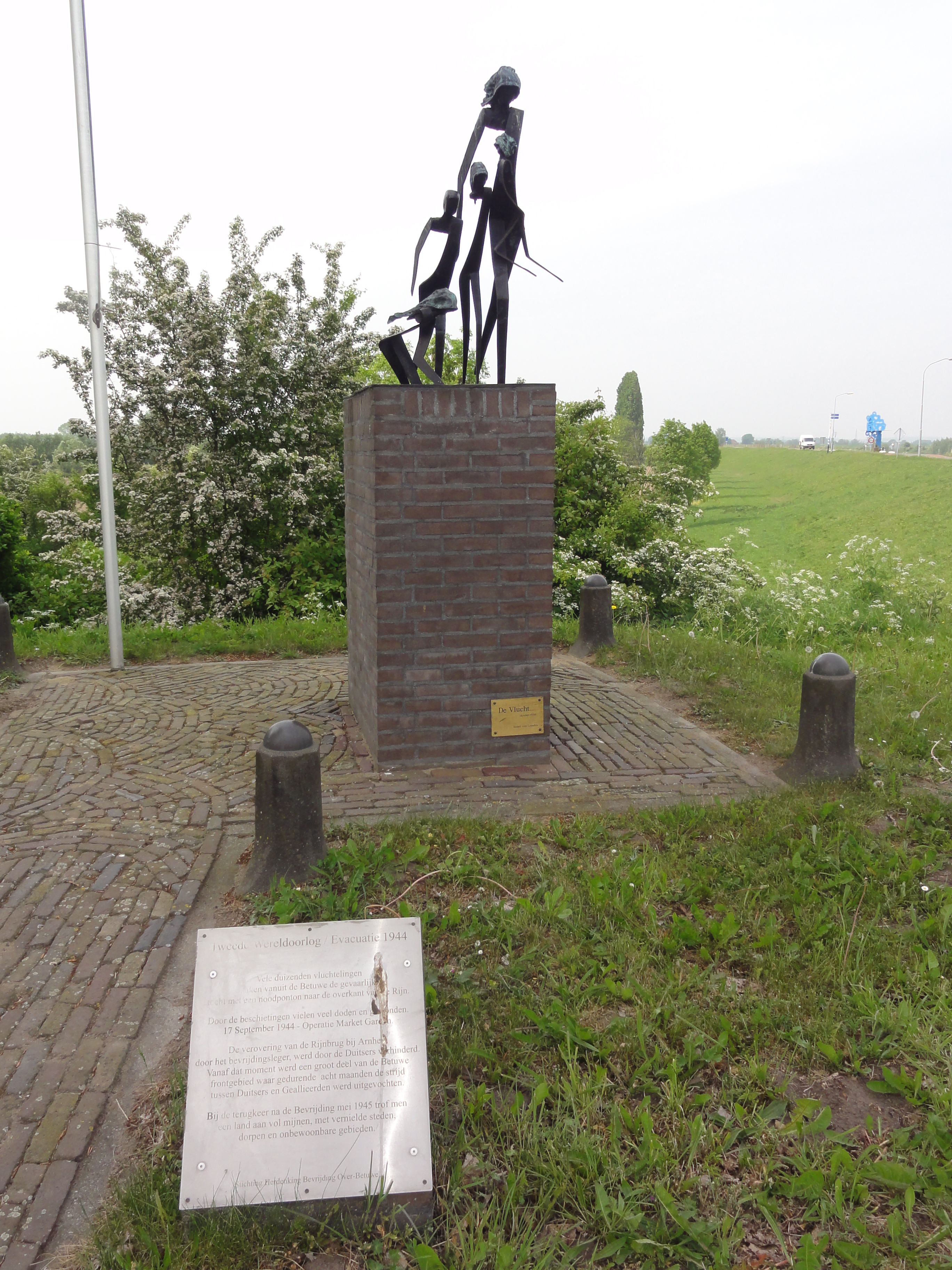
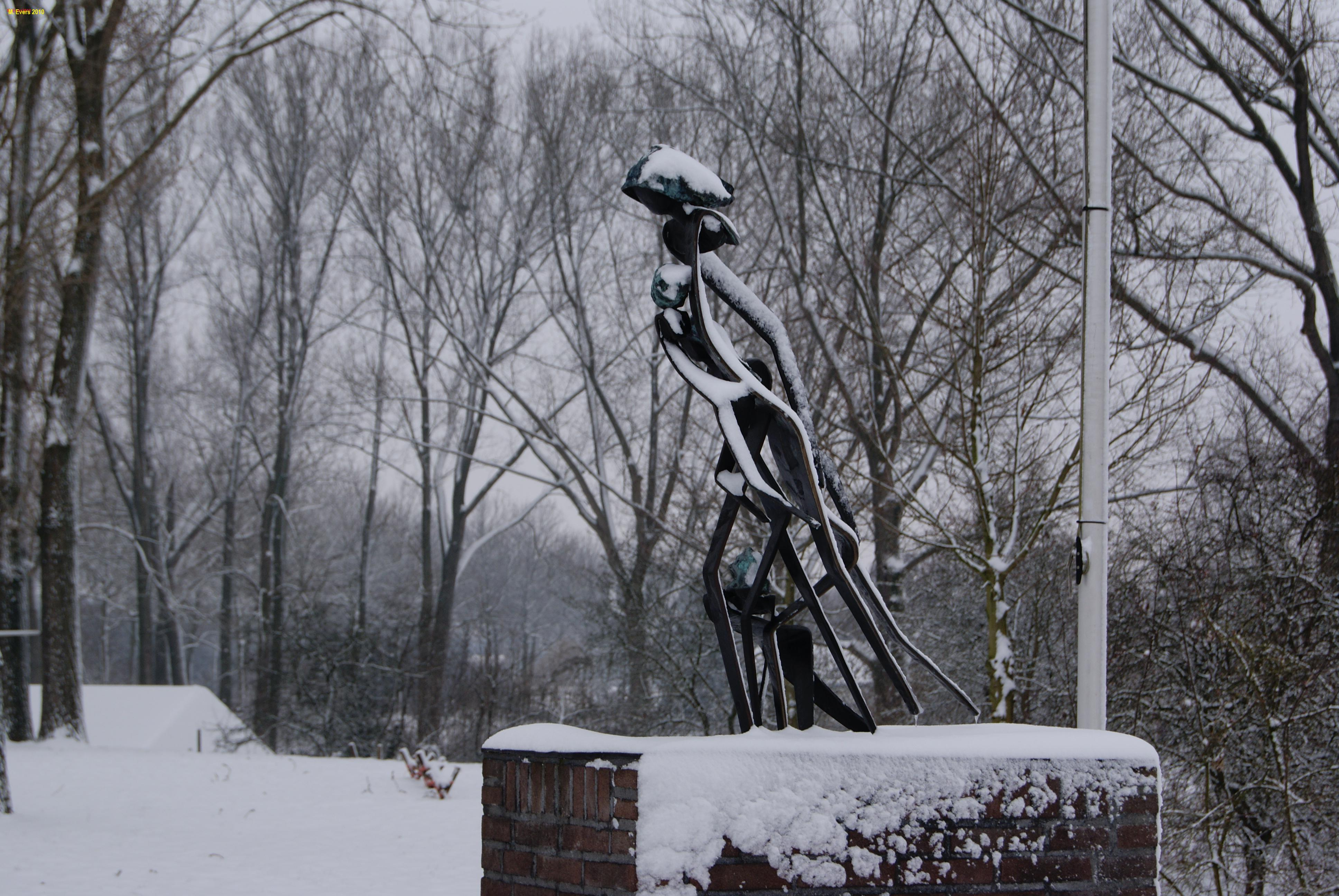